# Crypturellus erythropus
A Crypturellus erythropus a madarak osztályának tinamualakúak (Tinamiformes) rendjébe és a tinamufélék (Tinamidae) családjába tartozó faj.

## Rendszerezése
A fajt August von Pelzeln osztrák ornitológus írta le 1863-ban, a Tinamus nembe Tinamus erythropus néven.

## Alfajai
- Crypturellus erythropus columbianus (Salvadori, 1895)
- Crypturellus erythropus cursitans Wetmore & Phelps Jr, 1956
- Crypturellus erythropus erythropus (Pelzeln, 1863)
- Crypturellus erythropus idoneus (Todd, 1919)
- Crypturellus erythropus margaritae Phelps & Phelps Jr, 1948
- Crypturellus erythropus saltuarius Wetmore, 1950
- Crypturellus erythropus spencei (Brabourne & C. Chubb, 1914)[2]

## Előfordulása
Dél-Amerika északi részén, Brazília, Kolumbia, Francia Guyana, Guyana, Suriname és Venezuela területén honos. Természetes élőhelyei a szubtrópusi és trópusi síkvidéki és hegyi esőerdők, száraz erdők, szavannák és cserjések. Állandó, nem vonuló faj.

## Megjelenése
Testhossza 32 centiméter.

## Életmódja
Főleg vetőmagvakkal, bogyókkal és csigákkal táplálkozik, de ízeltlábúakat is fogyaszt.

## Természetvédelmi helyzete
Az elterjedési területe rendkívül nagy, egyedszáma viszont csökken, de még nem éri el a kritikus szintet. A Természetvédelmi Világszövetség Vörös listáján nem fenyegetett fajként szerepel.